# Finesse Mitchell
Alfred Langston "Finesse" Mitchell (12 de junho de 1972) é um ator, autor e humorista estadunidense. Participa do Saturday Night Live.
Mitchell também apareceu na televisão esses espetáculos como Showtime no Apollo , BET 's Comicview , Comedy Central Presents , da Disney A.N.T. Farm e da NBC de sexta-feira...